# NGC 1623
NGC 1623 (również PGC 15591) – galaktyka spiralna z poprzeczką (SB0-a), znajdująca się w gwiazdozbiorze Erydanu. Odkrył ją Ormond Stone 31 grudnia 1885 roku.